# 连

北約APP-6A標圖符號，一槓代表連

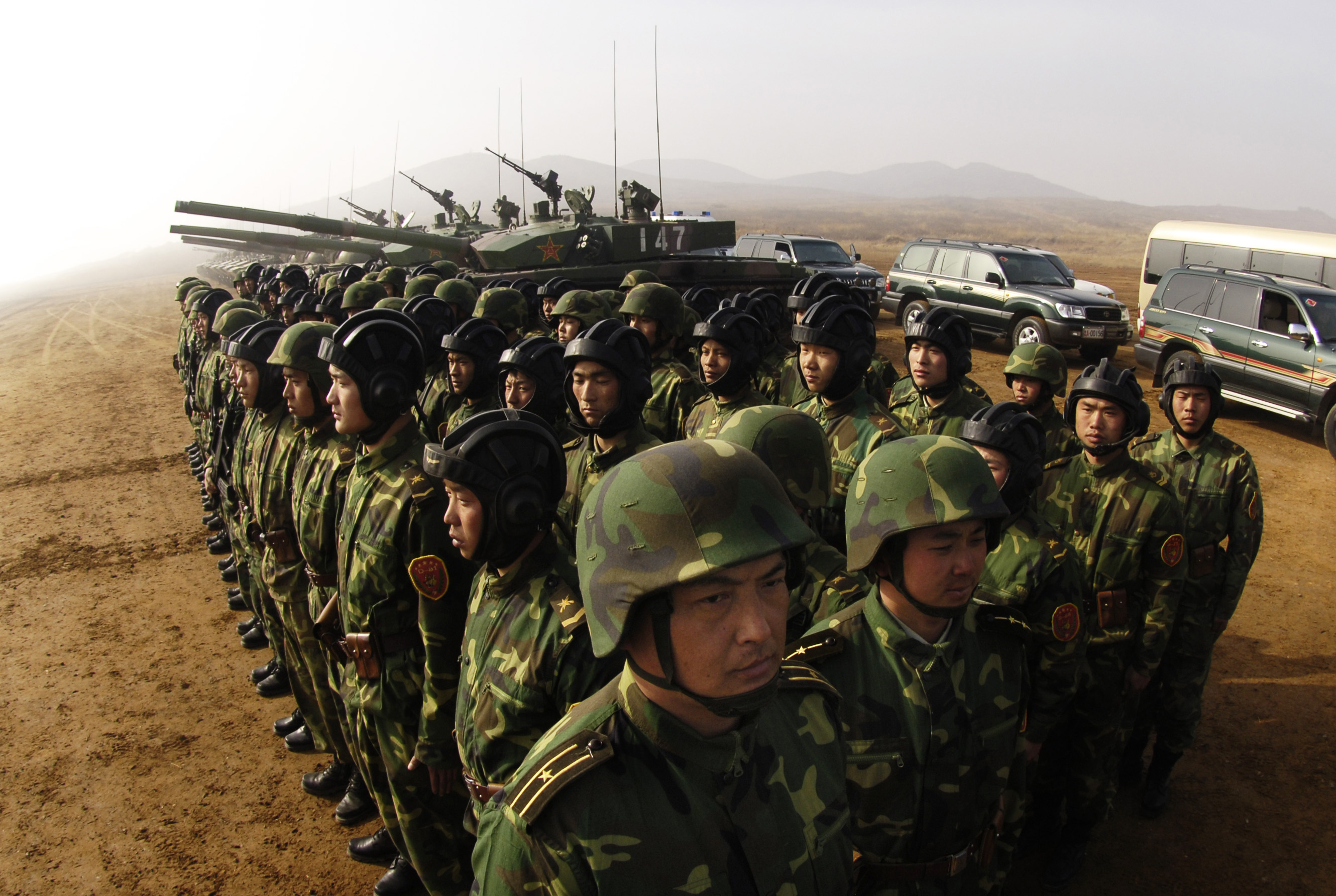
中國人民解放軍陸軍一個戰車連

連是現代陸軍、海軍陸戰隊等軍種的一種編制，由三個排到六個排組成，人數大約在100-150人之間。譬如在三三制的編制下，一個連由三個排加上其他直屬單位共同組成。雖然連的組成在國家，單位類型會有所不同。但大多不會差太大，好幾個連合在一起，形成為營。
在軍事上連算是軍隊運作上的基礎，進行比如戰車車隊、齊射火炮等複雜裝備的操作。在現代軍隊編制中，連作為一個戰術單位，一般用於完成特定戰鬥中的軍事或勤務任務。連的指揮官由軍官擔任，稱為連長，軍銜一般是上尉或者少校，副連長及輔導長軍銜一般是上尉或中尉，還有一位連士官長，連部組成即由連長、副連長、輔導長、連士官長、傳令兵（士）組成。
有些軍事單位也把連称為中隊。

## 美軍
在美國，通常一個基礎的陸軍機械步兵連由三個步兵排和一個重兵器排組合而成，坦克連通常由三個坦克排和一個行政排組成。連長通常由上尉擔任，在極少數情形下會由中尉擔任，除此之外一個連通常還會有行政人員，培訓士官和技術人員組成，也會有現代騎兵部隊或現代裝甲騎兵連的構成。

## 特殊连隊
- 本部連

## 外部連結
- 维基共享资源上的相關多媒體資源：连